# Hydissos
Hydissos (altgriechisch Ὑδισσός Hydissós) ist eine Figur der griechischen Mythologie.
Hydissos war ein Sohn des Helden Bellerophontes und der Asteria. Er soll die nach ihm benannte, im Inneren der kleinasiatischen Landschaft Karien gelegene Stadt Hydissos gegründet haben.